# Fiódorovka (Oriol)
Fiódorovka — Фёдоровка (rus) — és un poble de l'óblast d'Oriol, a Rússia, segons el cens del 2010 tenia 12 habitants. Pertany al districte municipal de Verkhóvie.